# Pardosa heterophthalma
Pardosa heterophthalma là một loài nhện trong họ Lycosidae.
Loài này thuộc chi Pardosa. Pardosa heterophthalma được Eugène Simon miêu tả năm 1898.